# Lucien Guiguet
Lucien Guiguet, född 26 september 1942 i Cherchell, är en fransk före detta femkampare.
Guiguet blev olympisk bronsmedaljör i modern femkamp vid sommarspelen 1968 i Mexico City.